# Ронтањано (Форли-Чезена)
Ронтањано (итал. Rontagnano) је насеље у Италији у округу Форли-Чезена, региону Емилија-Ромања.
Према процени из 2011. у насељу је живело 108 становника. Насеље се налази на надморској висини од 508 м.